# Strategija klina
Strategija klina je politički i socijalni akcijski plan autoriran od strane Discovery instituta, krovne organizacije pokreta inteligentnog dizajna. Strategija je ocrtana u manifestu Discovery instituta poznatom kao Wedge Document (dokument klina)
, koji opisuje široke socijalne, političke i akademske planove čiji je ultimativni cilj "poraziti znanstveni materijalizam" predstavljem evolucijom, "obrnuti zagušljivi materijalistički pogled na svijet i zamijeniti ga znanošću usuglašenom s kršćanskim i teističkim uvjerenjima" te "afirmirati stvarnost Boga." Cilj mu je "obnoviti" američku kulturu oblikovanjem javnog mišljenja koje bi odrazilo konzervativne kršćanske vrijednosti.
Inteligentni dizajn je vjerovanje da su određene osobine univerzuma i živih bića najbolje objašnjene inteligentnim uzrokom, a ne naturalističkim procesom kao što je prirodna selekcija. U konjekturi inteligentnog dizajna je implicitno redefiniranje znanosti i načina na kojeg se ona obavlja. Zagovornici strategije klina su dogmatički suprotstavljeni materijalizmu, naturalizmu, i evoluciji, i učinili su si eksplicitnim ciljem odbacivanje svakog od njih od načina na koji se znanost izvršuje i uči.
Strategija klina je izvorno došla pod povećalo javnosti u trenutku kad je Wedge Document procurio na Web. Strategija klina oblikuje upravljajuću osnovu za širok spektar kampanja Discovery instituta.

## Vanjske poveznice
- A scan of the original wedge document  Arhivirana inačica izvorne stranice od 9. listopada 2022. (Wayback Machine) (pdf format)
- Discovery's Creation  Arhivirana inačica izvorne stranice od 7. veljače 2006. (Wayback Machine) A brief history of the Discovery institute and how the Wedge Document was made public.
- Tim Rhodes puts a text copy of the wedge on the Internet
- The Wedge Breaking the Modernist Monopoly on Science by Phillip E. Johnson. Touchstone, A Journal of Mere Christianity. Volume 12, Issue 4. July/August 1999
- [neaktivna poveznica]
- The Wedge Strategy: So What?  Arhivirana inačica izvorne stranice od 12. svibnja 2005. (Wayback Machine)
- The Wedge at Work: How Intelligent Design Creationism Is Wedging Its Way into the Cultural and Academic Mainstream Chapter 1 of the book Intelligent Design Creationism and Its Critics by Barbara Forrest, Ph.D. MIT Press, 2001
- The Wedge: Breaking the Modernist Monopoly on Science by Phillip E. Johnson. Originally published in Touchstone: A Journal of Mere Christianity. July/August 1999.
- Wedging Creationism into the Academy. Proponents of a controversial theory struggle to gain purchase within academia. A case study of the quest for academic legitimacy.  Arhivirana inačica izvorne stranice od 4. travnja 2007. (Wayback Machine) By Barbara Forrest and Glenn Branch. 2005. Published in Academe.